# Forn de calç del Torrent de Sant Cugat
El Forn de calç del Torrent de Sant Cugat és una obra de Tona (Osona) inclosa a l'Inventari del Patrimoni Arquitectònic de Catalunya.

## Descripció
Restes d'un forn de calç, cobertes parcialment per vegetació. Malgrat que la conservació és dolenta, resten dempeus la majoria dels murs dels diversos edificis que hi havia. No obstant però, no es pot distingir clarament la planimetria. D'entre els murs conservats, val destacar les obertures en arc de mig punt i resseguides per dovelles de maó d'una de les façanes llargues. El parament de les façanes és de pedra irregular.